# Everybody Loves Diamonds
Everybody Loves Diamonds è una serie televisiva italiana del 2023, diretta da Gianluca Maria Tavarelli e liberamente ispirata a una storia vera.

## Trama
Viene narrata la vicenda del “colpo del secolo” al World Diamond Center di Anversa, definito dai media come il più grande furto di diamanti al mondo.

## Episodi
| n° | Titolo                      | Pubblicazione in Italia |
| -- | --------------------------- | ----------------------- |
| 1  | Un piano quasi perfetto     | 13 ottobre 2023         |
| 2  | Il cavallo di Troia         | 13 ottobre 2023         |
| 3  | Il lato oscuro del diamante | 13 ottobre 2023         |
| 4  | Ladro di cuori              | 13 ottobre 2023         |
| 5  | L'appuntamento              | 13 ottobre 2023         |
| 6  | Terapia di coppia           | 13 ottobre 2023         |
| 7  | La lunga notte              | 13 ottobre 2023         |
| 8  | Everybody Loves Diamonds    | 13 ottobre 2023         |

## Personaggi e interpreti

### Principali
- Leonardo Notarbartolo, interpretato da Kim Rossi Stuart.
È la mente della banda.
- Anna, interpretato da Anna Foglietta.
- Ghigo, interpretato da Gianmarco Tognazzi.
È l’allarmista.
- Sandra, interpretata da Carlotta Antonelli.
È la regina delle serrature.
- Alberto, interpretato da Leonardo Lidi.
È l’hacker del gruppo.
- Albert Mertens, interpretato da Johan Heldenbergh.
È un ispettore di polizia, capo della Diamond Police.
- Judith DeWitt, interpretato da Synnøve Macody Lund.
È la direttrice del World Diamond Center.

### Secondari
- Madre di Ghigo, interpretata da Anna Bonasso.
- Fidanzato, interpretato da Giovanni Crozza Signoris.
- Khadir, interpretato da Issam Dakka.
Poliziotto che lavora con Mertens.
- Giornalista CNN, interpretata da Angeliqa Devi.
- Fidanzata, interpretata da Coco Rebecca Edogamhe.
- Padre di Anna, interpretato da Remo Girone.
È un generale dei Carabinieri.
- Nadine, interpretata da Jean Janssens.
È una poliziotta che lavora con Mertens.
- Ludwig Furtmeier, interpretato da Mathias Kahler-Polagnoli.
- Padre di Sandra, interpretato da Gianluca Musiu.
- Massimo, interpretato da Gian Piero Rotoli.
È il compagno di Alberto.
- Roberto Levi, interpretato da Elia Schilton.
È un commendatore ebreo prima capo e poi complice di Leo.
- John Lovegrove, interpretato da Rupert Everett.
Avvocato che aiuta Leo ad uscire da carcere in cambio della consegna dei diamanti.
- Simon van de Velde, interpretato da Peter van den Begin.
Vecchio ladro che aveva tentato tempo prima di fare il colpo al WDC.
- Giudice Renè Eams, interpretato da Dirk Vermiert.
- Gerald Khan, interpretato da Malcolm McDowell.
È un altro malavitoso che sequestra Lei per poter avere i diamanti.
- Marie Antoniette, interpretata da Zoe Tavarelli.
- Fagarè, interpretato da Athaya Mokonzi.
Dominus del carcere dove è detenuto Notarbartolo.
- Jorge, interpretato da Marinko Prga. 
Uomo di Fagarè.
- Patrick Janssens, interpretato da Corrado Solari.
Console del Belgio.
- Pradeep Kumar, interpretato da Martin Schwab.
Filantropo gianista arrestato su input dell'avvocato Lovegrove.
- Rafael, interpretato da Slavko Sobin.
Scagnozzo di Khan.
- Donna Elegante, interpretata da Ira Fronten (Ira Nohemi Fronten).
Trafficante di diamanti.

## Distribuzione
La serie, composta da 8 episodi, viene pubblicata su Prime Video il 13 ottobre 2023.

## Produzione

### Riprese
La serie è stata girata ad Anversa, al casinò di Sant Vincent in Valle d’Aosta e soprattutto a Torino. Tra le location cittadine coinvolte ci sono il carcere Le Nuove, Palazzo Cisterna, il Campus Luigi Einaudi, via Mercanti, via Perugia, via Aosta e via Barbaroux, alcuni locali dei Murazzi, l’Aeroporto Torino Caselle, Bussoleno e Stupinigi.